# Vestnes
Vestnes – norweskie miasto i gmina leżąca w regionie Møre og Romsdal.
Vestnes jest 257. norweską gminą pod względem powierzchni.

## Demografia
Według danych z roku 2005 gminę zamieszkuje 6390 osób. Gęstość zaludnienia wynosi 18,05 os./km². Pod względem zaludnienia Vestnes zajmuje 158. miejsce wśród norweskich gmin.
| ludność stan na 1 stycznia 2005 |         |           |       |
|                                 | kobiety | mężczyźni | razem |
| osób                            | 3288    | 3102      | 6390  |
| %                               | 51,46%  | 48,54%    | 100%  |

| wykształcenie stan na 1 października 2004 |        |         |        |        |
|                                           | podst. | średnie | wyższe | niezn. |
| osób                                      | 1212   | 2948    | 655    | 159    |
| %                                         | 24,37% | 59,27%  | 13,17% | 3,2%   |

## Edukacja
Według danych z 1 października 2004:
- liczba szkół podstawowych (norw. grunnskolar): 7
- liczba uczniów szkół podst.: 999

## Władze gminy
Według danych na rok 2011 administratorem gminy (norw. rådmann) jest Tone Roaldsnes, natomiast burmistrzem (norw. ordfører, d. borgermester) jest Øyvind Uren.